# آیکا هاکویاما
آیکا هاکویاما (انگلیسی: Aika Hakoyama؛ زادهٔ ۲۷ ژوئیهٔ ۱۹۹۱) ورزشکار شنای موزون اهل ژاپن است.
وی در مسابقات کشوری و بین‌المللی در مجموع برندهٔ ۶ مدال نقره، ۴ مدال برنز شده‌است.